# Забастовка уродов
«Забастовка уродов» (англ. Freak Strike) — эпизод 601 (№ 82) сериала «Южный Парк», его премьера состоялась 20 марта 2002 года.
В этом эпизоде впервые используется четвёртый вариант главной музыкальной темы, который звучит до серии «Цццт», а также третья версия заставки. До конца шестого сезона вместо Кенни поёт Тимми, используя свой стандартный лексикон: «Timmy, Timmy, Timmy, Timmy, Timmy, Timmy, livin’ a lie Timmy!».

## Сюжет
Кайл, Стэн, Картман и Баттерс узнают, что ток-шоу Мори Повича предлагает помощь чрезвычайно изуродованным людям, которые появляются на шоу. Дети отправляют туда Баттерса, фальсифицируя его уродство (яички на подбородке), в чём им помогают Ларри и его друг. Баттерс побеждает всех остальных уродов и выигрывает приз, однако не делится им с друзьями. Узнав об этом, Картман решает сам выиграть приз и уговаривает свою мать поучаствовать с ним в шоу.

## Пародии
- Шоу Мори Повича существует на самом деле.
- Искусственные яички на подбородке Баттерса возможно отсылка к фильму «Люди в чёрном 2», где был подобный персонаж («Яйцебород»).
- В эпизоде появляется человек, очевидно, страдающий элефантиазом, который очень напоминает Джозефа Меррика, более известного из-за чудовищно деформированного тела как «Человек-слон». Также среди уродов замечен Рокки Деннис.
- Угрозы уродов напоминают о фильме «Уродцы» 1932 года.
- Во время шоу один из работников смотрит в какой-то прибор и затем говорит, что рейтинги упали. Он очень похож на мистера Спока из вселенной Стар Трека. Об этом говорит синяя одежда, напоминающая униформу Спока, короткие темные волосы, а также прибор, в который обычно смотрел вулканец на корабле Энтерпрайз.

## Факты
- В толпе уродов присутствует Медсестра Голлум, Кевин и Томпсоны — люди с ягодицами вместо лиц. Также в толпе можно увидеть инопланетянина.
- Руководитель забастовки перечисляет уродов, одной из которых оказывается Лайза Миннелли.